# دوروئلو د لا سیرا
دوروئلو د لا سیرا (به اسپانیایی: Duruelo de la Sierra) یک دهستان در اسپانیا است که در سریا واقع شده‌است.

## خصوصیات
دوروئلو د لا سیرا ۴۴٫۸۴ کیلومترمربع مساحت و ۱٬۳۴۵ نفر جمعیت دارد و ۱٬۲۰۵ متر بالاتر از سطح دریا واقع شده‌است.

## خواهرخوانده
شهر پورتو خواهرخواندهٔ دوروئلو د لا سیرا هست.